# Wereldkampioenschappen moderne vijfkamp
Het wereldkampioenschap moderne vijfkamp is een jaarlijks georganiseerd sportevenement. Sinds 1949 bestaat er een wereldkampioenschap voor mannen en sinds 1978 voor vrouwen. Het wordt georganiseerd door de UIPM. Pas sinds 1997 gaan zowel het WK voor mannen als voor vrouwen door in dezelfde gaststad.

## Gaststeden & winnaars individueel
| N.      | Jaar | Stad              | Stad              | Wereldkampioen         | Wereldkampioen         |
| N.      | Jaar | Mannen            | Vrouwen           | Mannen                 | Vrouwen                |
| ------- | ---- | ----------------- | ----------------- | ---------------------- | ---------------------- |
| I       | 1949 | Stockholm         |                   | Tage Bjurefelt         |                        |
| II      | 1950 | Bern              |                   | Lars Hall              |                        |
| III     | 1951 | Helsingborg       |                   | Lars Hall              |                        |
| IV      | 1953 | Santo Domingo     |                   | Gábor Benedek          |                        |
| V       | 1954 | Boedapest         |                   | Björn Thofelt          |                        |
| VI      | 1955 | Macolin           |                   | Konstantion Salnikov   |                        |
| VII     | 1957 | Stockholm         |                   | Igor Novikov           |                        |
| VIII    | 1958 | Aldershot         |                   | Igor Novikov           |                        |
| IX      | 1959 | Hershey           |                   | Igor Novikov           |                        |
| X       | 1961 | Moskou            |                   | Igor Novikov           |                        |
| XI      | 1962 | Mexico-Stad       |                   | Eduard Sdobnikov       |                        |
| XII     | 1963 | Magglingen        |                   | András Balczó          |                        |
| XIII    | 1965 | Leipzig           |                   | András Balczó          |                        |
| XIV     | 1966 | Melbourne         |                   | András Balczó          |                        |
| XV      | 1967 | Jönköping         |                   | András Balczó          |                        |
| XVI     | 1969 | Boedapest         |                   | András Balczó          |                        |
| XVII    | 1970 | Warendorf         |                   | Péter Kelemen          |                        |
| XVIII   | 1971 | San Antonio       |                   | Boris Onisjtsjenko     |                        |
| XIX     | 1973 | Londen            |                   | Pavel Lednjev          |                        |
| XX      | 1974 | Moskou            |                   | Pavel Lednjev          |                        |
| XXI     | 1975 | Mexico-Stad       |                   | Pavel Lednjev          |                        |
| XXII    | 1977 | San Antonio       |                   | Janusz Pyciak-Peciak   |                        |
| XXIII   | 1978 | Jönköping         | Stockholm         | Pavel Lednjev          | Wendy Norman           |
| XXIV    | 1979 | Boedapest         |                   | Robert Nieman          |                        |
| XXV     | 1981 | Zielona Góra      | Londen            | Janusz Pyciak-Peciak   | Anne Ahlgren           |
| XXVI    | 1982 | Rome              | Compiègne         | Daniele Masala         | Wendy Norman           |
| XXVII   | 1983 | Warendorf         | Göteborg          | Anatoli Starostin      | Lynn Chernobrywy       |
| XXVIII  | 1984 |                   | Kopenhagen        |                        | Svetlana Jakovleva     |
| XXIX    | 1985 | Melbourne         | Montréal          | Attila Mizser          | Barbara Kotowska       |
| XXX     | 1986 | Montecatini Terme | Montecatini Terme | Carlo Massullo         | Irina Kiseljova        |
| XXXI    | 1987 | Moulins           | Bensheim          | Joël Bouzou            | Irina Kiseljova        |
| XXXII   | 1988 |                   | Warschau          |                        | Dorota Idzi            |
| XXXIII  | 1989 | Boedapest         | Wiener Neustadt   | László Fabian          | Lori Norwood           |
| XXXIV   | 1990 | Lahti             | Linköping         | Gianluca Tiberti       | Eva Fjellerup          |
| XXXV    | 1991 | San Antonio       | Sydney            | Arkadiusz Skrzypaszek  | Eva Fjellerup          |
| XXXVI   | 1992 | Winterthur        | Boedapest         |                        | Irina Kowalewska       |
| XXXVII  | 1993 | Darmstadt         | Darmstadt         | Richard Phelps         | Eva Fjellerup          |
| XXXVIII | 1994 | Sheffield         | Sheffield         | Dmitri Svatkovski      | Eva Fjellerup          |
| XXXIX   | 1995 | Bazel             | Bazel             | Dmitri Svatkovski      | Kerstin Danielsson     |
| XL      | 1996 | Rome              | Sienne            |                        | Zjanna Sjoebenok       |
| XLI     | 1997 | Sofia             | Sofia             | Sebastien Deleigne     | Jelizabeta Soevorova   |
| XLII    | 1998 | Mexico-Stad       | Mexico-Stad       | Sebastien Deleigne     | Anna Sulima            |
| XLIII   | 1999 | Boedapest         | Boedapest         | Gábor Balogh           | Zsuzsanna Vörös        |
| XLIV    | 2000 | Pesaro            | Pesaro            | Andrejus Zadneprovskis | Pernille Svarre        |
| XLV     | 2001 | Millfield         | Millfield         | Gábor Balogh           | Stephanie Cook         |
| XLVI    | 2002 | San Francisco     | San Francisco     | Michal Sedlecký        | Bea Simoka             |
| XLVII   | 2003 | Pesaro            | Pesaro            | Eric Walther           | Zsuzsanna Vörös        |
| XLVIII  | 2004 | Moskou            | Moskou            | Andrejus Zadneprovskis | Zsuzsanna Vörös        |
| XLIX    | 2005 | Warschau          | Warschau          | Qian Zhenhua           | Claudia Corsini        |
| L       | 2006 | Guatemala-stad    | Guatemala-stad    | Edvinas Krungolcas     | Marta Dziadura         |
| LI      | 2007 | Berlijn           | Berlijn           | Viktor Horvath         | Amélie Cazé            |
| LII     | 2008 | Boedapest         | Boedapest         | Ilia Frolov            | Amélie Cazé            |
| LIII    | 2009 | Londen            | Londen            | Adam Marosi            | Qian Chen              |
| LIV     | 2010 | Chengdu           | Chengdu           | Serguei Karyakin       | Amélie Cazé            |
| LV      | 2011 | Moskou            | Moskou            | Andrej Moisejev        | Victoria Terestsjoek   |
| LVI     | 2012 | Rome              | Rome              | Aleksandr Lesoen       | Mhairi Spence          |
| LVII    | 2013 | Kaohsiung         | Kaohsiung         | Justinas Kinderis      | Laura Asadauskaitė     |
| LVIII   | 2014 | Warschau          | Warschau          | Aleksandr Lesoen       | Samantha Murray        |
| LIX     | 2015 | Berlijn           | Berlijn           | Pavlo Timosjtsjenko    | Lena Schöneborn        |
| LX      | 2016 | Moskou            | Moskou            | Valentin Belaud        | Sarolta Kovács         |
| LXI     | 2017 | Caïro             | Caïro             | Jung Jin-hwa           | Goelnaz Goebajdoellina |
| LXII    | 2018 | Mexico-Stad       | Mexico-Stad       | James Cooke            | Anastasia Prokopenko   |
| LXIII   | 2019 | Boedapest         | Boedapest         | Valentin Prades        | Volja Silkina          |
| LXIV    | 2021 | Caïro             | Caïro             | Ádám Marosi            | Anastasia Prokopenko   |
| LXV     | 2022 | Xiamen            | Xiamen            |                        |                        |